# Ingrid Lotzová
Ingrid Lotzová, rozená Eichmannová (11. března 1934 Malliß), je bývalá východoněmecká diskařka. Získala stříbrnou medaili na Letních olympijských hrách v Tokiu (1964) za sjednocený tým Německa svým osobním rekordem 57,21 metrů. Její manžel Martin Lotz soutěžil v hodu kladivem na stejné olympiádě. V roce 1965 skončila třetí v Evropském poháru v atletice.